# Vicia montbretii
Vicia montbretii là một loài thực vật có hoa trong họ Đậu. Loài này được Fisch. & C.A.Mey. miêu tả khoa học đầu tiên.